# Sinfonia n. 104 (Haydn)
La Sinfonia n. 104 London in Re maggiore (Hoboken1/104) è l'ultima sinfonia di Joseph Haydn. È l'ultima delle cosiddette sinfonie londinesi, ed è comunemente nota (per antonomasia) come Londra.
L'opera fu composta da Haydn mentre viveva a Londra nel 1795, e fu suonata per la prima volta al King's Theatre in the Haymarket di Londra il 13 aprile 1795, durante un concerto interamente consistente di opere di Haydn e diretto da Giovanni Battista Viotti con il compositore al cembalo. L'evento fu un successo; Haydn scrisse nel suo diario "L'intera compagnia era molto soddisfatta e così pure io. Feci 4000 Gulden (moneta locale) quella sera: una cosa simile è possibile solo in Inghilterra."

## Partitura
La sinfonia prevede l'impiego di due flauti, due oboi, due clarinetti in la, due fagotti, due corni in re e sol, due trombe in re, timpani e archi.

## Movimenti
1. Adagio - Allegro
2. Andante
3. Minuetto e Trio: Allegro
4. Finale: Spiritoso

### Primo movimento
La sinfonia si apre con una lenta e grande introduzione in Re minore, che conduce al vero e proprio primo movimento propriamente in Re maggiore. Questo è in forma di sonata e parte in tempo tagliato. Il movimento è monotematico: il secondo tema è semplicemente il primo tema trasportato in La maggiore. L'esposizione è in Re maggiore, con gli archi che suonano il primo tema. Il tema va avanti in La maggiore con i violini per formare un secondo tema; non c'è modulazione collegata a questo cambiamento di tonalità. L'esposizione si chiude con una codetta ed è seguita dallo sviluppo che comincia in Si minore, usando il modello ritmico della seconda metà del tema. Lo sviluppo termina con l'intera orchestra. Nella ricapitolazione, si sente nuovamente il primo tema in Re maggiore. Usa modelli imitativi dei violini nel secondo tema. Il pezzo si conclude con una coda, anch'essa in re maggiore.

### Secondo movimento
Questo movimento, in Sol maggiore, comincia con il tema principale negli archi. Dopo questo, un breve episodio evidenziante La minore e Re minore conduce a una ripetizione modificata del tema principale sia negli archi che nei fagotti. Da qui, una seconda sezione comincia, modulando a varie altre tonalità, compresi Sol minore e Mi bemolle maggiore, ma continua a rappresentare la melodia del primo tema. Dopo essere arrivata alla tonalità dominante di Sol maggiore, ritorna la musica della prima sezione. Il resto del movimento consiste di una modifica della prima sezione della musica, con numerosi cambiamenti nella ritmica e più prominenza degli strumenti a fiato, specialmente i flauti.

### Terzo movimento
Il terzo movimento è un minuetto e un trio in Re maggiore. La sezione minuetto consiste di una forma ternaria (ABA) con una sezione che sottolinea il tono, mentre la seconda sezione visita la relativa tonalità minore (Si minore) e dominante (La maggiore). Il trio è in Si bemolle maggiore, e usa abbondantemente l'oboe e il clarinetto. Come nel minuetto, questa sezione B del trio sottolinea la relativa tonalità minore (in questo caso, Sol minore). Il trio termina con una nuova transizione della tonalità dominante della chiave principale in preparazione al ritorno del minuetto.

### Quarto movimento
Il finale esuberante, in tempo veloce e in forma di sonata, comincia nella maniera della musica folcloristica, usando un basso ronzio ed un tema spesso ritenuto aver avuto origine da una canzone folcloristica croata. Lo sviluppo della sezione si sistema sulla dominante della tonalità principale, come è tipico, ma la ricapitolazione non avviene immediatamente. Invece, lo sviluppo è esteso con una sezione in Fa diesis minore, dopo la quale la ricapitolazione in re maggiore segue immediatamente.